# Clostridium phytofermentans
Clostridium phytofermentans é uma bactéria anaeróbia obrigatória, gram-positiva com forma bacilar. Esférico esporos esféricos. Algumas cepas desta espécie parecem ser capazes de produzir etanol, acetato, dióxido de carbono e gás hidrogénio por fermentação de celulose, ácido poligalacturónico, e outros compostos comuns na biomassa de plantas. O genoma de C. phytofermentans contém mais de 100 hidrolases potenciais para realizar esta actividade, ainda que uma hidrolase (Cphy3367) pareça ser essencial para o processo. Uma celobiohidrolase diferente, CpCel48, foi isolada desta espécie e expressa numa forma activa na bactéria Bacillus subtilis.